# Amar Meriech
Amar Meriech (en arabe عمار مرياش) est un poète et journaliste algérien indépendant, né le 8 octobre 1964 à Blida (Algérie). Lauréat de plusieurs prix littéraires dont le 1er prix maghrébin Moufdi Zakaria par Al-Jahidhiya en 1993.

## Œuvres
- El-Habacha 1988 (en arabe الحبشة) (a fait l'objet de la première installation plastique dédié à un poème en Algérie par l'artiste Ali Foudili à l'Institut de l'information et de la communication d'Alger de 23 au 27 décembre 1990),publication : Arabesques,Tunisie 2010,  (ISBN 978-9938-801-31-6).
- Iktichef el Aadi 1993 (en arabe إكتشاف العادي), publication : association nationale des créateurs, Alger. Traduit en français par Achour Fenni sous le titre Découvrir l'ordinaire 2003, publication : Unions des écrivains algériens,  (ISBN 9961-722-99-X) - edition bilingue arabe francais Traduit en français par Dania sous le titre Découverte de l'ordinaire 2013, publication : Athena culture,  (ISBN 978-9947-951-61-3)
- La ya oustath 1996 (« Non maître ») (en arabe لا يا أستاذ), édition spéciale : association culturelle Al-Jahidhiya, publication : Athena culture,  (ISBN 978-9947-951-62-0)
- Découverte de l'ordinaire , publication : l'harmattan Paris, France, 2016 , traduit de l'arabe par : Manel Bouabidi  (ISBN 978-2-343-08212-7).
- Mon avenir est arrivé, publication : khayale pour la publication et la traduction et , Bordj Bou Arreridj Algérie,2024 ,   (ISBN 1-032-06-9931-978[à vérifier : ISBN invalide]).